# لايتن ميستر
ليتون ميستر (بالإنجليزية: Leighton Meester)‏ ممثلة، مغنية وعارضة أزياء أمريكية من مواليد 9 أبريل 1986، اشتهرت بدور بلاير والدورف في دراما المراهقين الشهيرة Gossip Girl على قناة ذا سي دبليو.

## النشأة
ولدت ليتون في فورت وورث، تكساس لكونستانس ودوغلاس ميستر، وعاشت معظم حياتها في نيويورك ولوس انجلوس. عندما كانت ليتن على وشك الولادة، كانت والدتها تخدم خدمة إلزامية في سجن فدرالي لتورطها في تهريب الماريجوانا بين جمايكا والولايات المتحدة. وعندما ولدت ليتون اعتنت بها والدتها في منزل رعاية لمدة ثلاثة شهور، قبل أن تعود إلى السجن لتكمل مدة عقوبتها. بعد ذلك اعتنت جدة ليتون بها.
ذكرت ليتون بأن والداها قد منحاها حياة ونمو طبيعيان، وأنهما -وعلى الرغم من ماضيهما الإجرامي- أشخاص طيبون ورائعون، وبسبب هذه التجربة، أصبحت ليتون شخصاً منفتحاً لا يحكم على الناس من خلال ماضيهم، «لقد جعلني هذا أدرك أننا لا نستطيع أن نحكم على أي أحد -خاص أبائنا- على ما قد فعلوه في ماضيهم، لأن البشر يتغيرون». هذا ما قالته ليتون عندما سئلت بهذا الشأن.
ترعرعت ليتون في ماركو آيلاند، فلوريدا، إلا إنها وفي سن الحادية عشر فقط، انتقلت هي ووالدتها إلى نيويورك. أصبحت ليتون تذهب إلى مدرسة متخصصة للأطفال وأصبحت تعمل أيضاً كعارضة ازياء مع عدة أشخاص في هذا المجال، وأهمهم المصورة صوفيا كابولا، وظهرت في عدة إعلانات مختلفة المضمون.
بدأت مسيرة ليتون في التمثيل من خلال البرنامج التلفزيوني الشهير قانون ونظام، عندما لعبت في إحدى الحلقات دور صديقة ضحية قتل. في عمر الرابعة عشرة انتقلت ليتون إلى لوس انجلوس، كاليفورنيا، لتقوم بتطوير مسيرتها الفنية، وارتادت مدرسة هوليود الثانوية، ومدرسة بيفرلي هيلز الثانوية. بعد ذلك انتقلت إلى مدرسة حكومية صغيرة وتخرجت بعد ذلك بسنة.

## السيرة المهنية
بعد أن لعبت دور أليسا تيرنر في مسلسل قانون ونظام سنة 1999، ظهرت ليتون كضيفة في مسلسلين أخرين قبل أن تقوم بأول أدوارها المهمة في فيلم Hangman's Curse ، المأخوذ عن كتاب فرانك بيريتي. بعد ذلك لعبت ليتون أدوار مختلفة في مسلسلات أخرى كـ عبر جوردان، 8 قواعد بسيطة، سبع سماوات، فيرونيكا مارس، 24 (مسلسل تلفزيوني)، وانتوريج.
في 2005 بدأت تمثل دور دائم في مسلسل «السطح» بدور سفانا بينيت. في 2006 مثلت في فيلمين، «ازدهار» و «الداخل». ثم حلت ضيفة على مسلسل نمبرز (مسلسل أمريكي) وضيفة لمدة ثلاث حلقات في مسلسل هاوس في دور «ألي»، فتاة شابة لديها إعجاب بـ دكتور جريجوري هاوس. وكانت ضيفة أيضاً لـ سي إس آي: ميامي والقرش، ولعبت الدور النسائي الرئيسي في فيلم الرعب Drive Thru.
في 2007 لعبت ليتون دورها الأشهر بلاير والدورف في فتاة النميمة (مسلسل) على شبكة سي دبليو التلفزيونية. وهو مسلسل مأخوذ عن سلسلة روايات كتبتها سيسلي فون زيغيزر، حول حياة شبان بالغين في الحي الشرقي الأعلى في مدينة نيويورك.
ظهرت ليتون في الفيلم التلفزيوني The Deadly Pledge ، ولعبت جزء من طاقم الكوميديا الدرامية Remember the Daze. أيضاً ظهرت في فيلم الرعب والإثارة killer movie سنة 2008 .
لعبت ليتون أدوار صغيرة في أفلام كوميدية سنة 2010، كـ «ليلة المواعدة» و «قطع المسافة». وفي نفس العام مثلت في فيلم Country Strong، أما في 2011 فقد مثلت دور البطولة في فيلم الإثارة الحجرة (فلم)، وبعدها في الفيلم الكوميدي الأنثوي مونت كارلو (فيلم) مع سيلينا غوميس وكايتي كاسيدي، الماخوذ بتصرف عن كتاب جوليس باس الموجه للشباب البالغين. وفي 2011 أيضاً مثلت في الفيلم الكوميدي الدرامي The Oranges مع هيو لوري. انضمت ليتون إلى طاقم الفيلم الكوميدي «هذا هو ولدي»، من بطولة آدم ساندلر، اندي سامبيرج وميلو فينتميليا.
في أبريل 2009، وقعت ليتون عقد تسجيل مع تسجيلات يونفيرسال ريبابليك. أول أغانيها الفردية الرسمية "Somebody to love"، بالاشتراك مع مغني ال ريذم أند بلوز روبين ثيك، صدرت للعلن في 13 أكتوبر 2009، وأصبحت متوفرة للتنزيل الرقمي في 14 أكتوبر 2009. أغنيتها الفردية الثانية "Your love's a drug"، صدرت رقمياً في 30 مارس 2010.
غنت ليتون أيضاً في أحد أفلامها وهو Country Strong ، حيث أعادت غناء أحد أغاني فرقة راسل فلاتس بعنوان «كلمات لم أستطع قولها»، وأغنية المغنية سارة إيفانس «أقوى بقليل»، وأغنية لها بعنوان «فتاة الصيف»، لتكون الأغنية الدعائية في الفيلم.

## معلومات عامة
- لديها أخ أكبر منها، يدعى «دوغلاس»
- استمتعت بالغناء في فيلم الرعب Drive Thru
- في الأصل، ليتون شقراء، إلا إنها صبغت شعرها باللون البني من أجل دور بلاير والدورف في مسلسل فتاة النميمة (مسلسل)
- لديها أخ أصغر منها، يدعى «ليكس»
- اختيرت كواحدة من أجمل الأشخاص لعام 2008 في مجلة People
- تتكلم الفرنسية
- في المدرسة الثانوية كانت مادتها المفضلة «الكتابة الإبداعية»
- كانت على علاقة مع زميلها في فتاة النميمة (مسلسل) سبيستيان ستان من 2008-2010
- صديقتها الأقرب هي الممثلة إيمي روسوم.

## مواقع خارجية
- لايتن ميستر على موقع IMDb (الإنجليزية)
- لايتن ميستر على موقع ميتاكريتيك (الإنجليزية)
- لايتن ميستر على موقع روتن توميتوز (الإنجليزية)
- لايتن ميستر على موقع قاعدة بيانات الأفلام العربية
- لايتن ميستر على موقع ألو سيني (الفرنسية)
- لايتن ميستر على موقع ميوزك برينز (الإنجليزية)
- لايتن ميستر على موقع تيرنر كلاسيك موفيز (الإنجليزية)
- لايتن ميستر على موقع أول موفي (الإنجليزية)
- لايتن ميستر على موقع بوكس أوفيس موجو (الإنجليزية)
- لايتن ميستر على موقع قاعدة بيانات برودواي على الإنترنت (الإنجليزية)